# 사우디 국립기념일

사우디 국립기념일(اليوم الوطني)은 이븐 사우드가 1932년 9월 23일에 국가를 선포한 날을 기념하는 날이다. 예전까지는 중요하지 않았던 날이나, 압둘라 빈 압둘아지즈 알사우드가 즉위하고 나서는 애국심을 다진다는 이유로 중요한 국가 기념일이 되어 사우디아라비아 국기를 곳곳에 게양하면서 축하한다.

## 같이 보기
- 사우디아라비아의 국기